# Lund (Rogaland)
Lund es una ciudad y municipio del sudoeste de Noruega, perteneciente a la provincia de Rogaland. Tiene una población de 3247 habitantes según el censo de 2015.